# Hawker Siddeley Harrier
Hawker Siddeley Harrier, hovorově také známý jako „Harrier Jump Jet“, byl vyvinut v 60. letech 20. století a tvořil první generaci rodiny letounů Harrier. Byl to první operačně způsobilý bitevní letoun pro blízkou leteckou podporu a průzkum se schopností vertikálního vzletu nebo vzletu na krátké dráze a vertikálního přistání (V/STOL) a jediný skutečně úspěšný V/STOL letoun ze všech návrhů, které v té době vznikaly. Harrier byl odvozen od zkušebního letounu Hawker Siddeley Kestrel poté, co byl zrušen projekt pokročilejšího nadzvukového letounu se svislým startem Hawker Siddeley P.1154. Britské královské letectvo (dále jen RAF) objednalo letouny Harrier na konci 60. let 20. století. Letoun byl vyvážen do Spojených států pod označením AV-8A Harrier, kde sloužil u námořní pěchoty Spojených států amerických (dále jen USMC).
RAF umístilo množství svých Harrierů v Západním Německu, aby čelily případnému útoku za strany Sovětského svazu. Unikátní schopnosti letounů by v takovém případě dovolily RAF rychle rozptýlit tyto letouny z ohrožených letecký základen. Americká námořní pěchota používala své Harriery k blízké letecké podpoře pozemních jednotek, přičemž působily z výsadkových plavidel nebo pokud to bylo potřeba, z předsunutých základen. Schopnost Harrierů působit s minimálním pozemním vybavením a z velmi krátkých rozjezdových drah, umožnilo jejich nasazení v oblastech, které byly jinak pro letadla s pevnými křídly nedostupné. Harriery byly však i terčem kritiky pro poměrně značné množství nehod a časově náročnou údržbu.
V 70. letech 20. století byl z Harrieru vyvinut námořní letoun British Aerospace Sea Harrier pro službu na britských letadlových lodích třídy Invincible. Sea Harriery a Harriery bojovaly v roce 1982 ve válce o Falklandské ostrovy, kde se letouny prokázaly jako velice užitečné a univerzální. Sea Harriery Royal Navy prováděly hlavně obranu proti útočícím nepřátelským letounům, zatímco Harriery RAF se soustředily na pozemní cíle. Harriery byly později podstatně vylepšeny na Harriery druhé generace s označením AV-8B Harrier II a British Aerospace Harrier II. Vývoj a stavbu těchto letounů prováděly společně americká společnost McDonnell Douglas a britská společnost British Aerospace. Rodina pokrokových letounů Harrier a jejich motory Rolls-Royce Pegasus s polohovatelnými tryskami pro usměrňování tahu motoru vzbudily dlouhodobý a vážný zájem o V/STOL letouny.

## Vývoj

### Původ
Návrh letounu Harrier byl odvozen od letounu Hawker P.1127. Před vývojem letounu P.1127 pracovala společnost na projektu náhrady letounu Hawker Hunter s označením Hawker P.1121. Práce však byly ukončeny v souvislosti s rozhodnutím britské vlády upřednostnit řízené střely oproti pilotovaným letounům. Tato politika vedla k ukončení i jiných slibných projektů. Hawker se proto okamžitě soustředil na vývoj letounu s kolmým startem i přistáním (VTOL), tedy letounu, který nepotřebuje žádnou ranvej. Navíc existoval požadavek Air Staff Requirement 345 na V/STOL bitevní letoun pro RAF.
Práce na letounu P.1127 byla zahájena v roce 1957, přičemž spolu těsně spolupracovaly společnost Hawker Aircraft (výrobce letounu) a Bristol Engine Company (výrobce motoru). Tato blízká spolupráce byla jedním z klíčových faktorů úspěšného vývoje Harrieru navzdory technickým problémům a politicky nepřátelskému prostředí. Na novém letounu byl použit nový převratný motor, který měl měnitelný vektor tahu, neboli dokázal měnit směr výtoku plynů z motoru. Tímto motorem byl dvouproudový motor Pegasus. První letoun P.1127 poprvé, i když upoután, vzlétnul v říjnu 1960.

### Třístranné testování

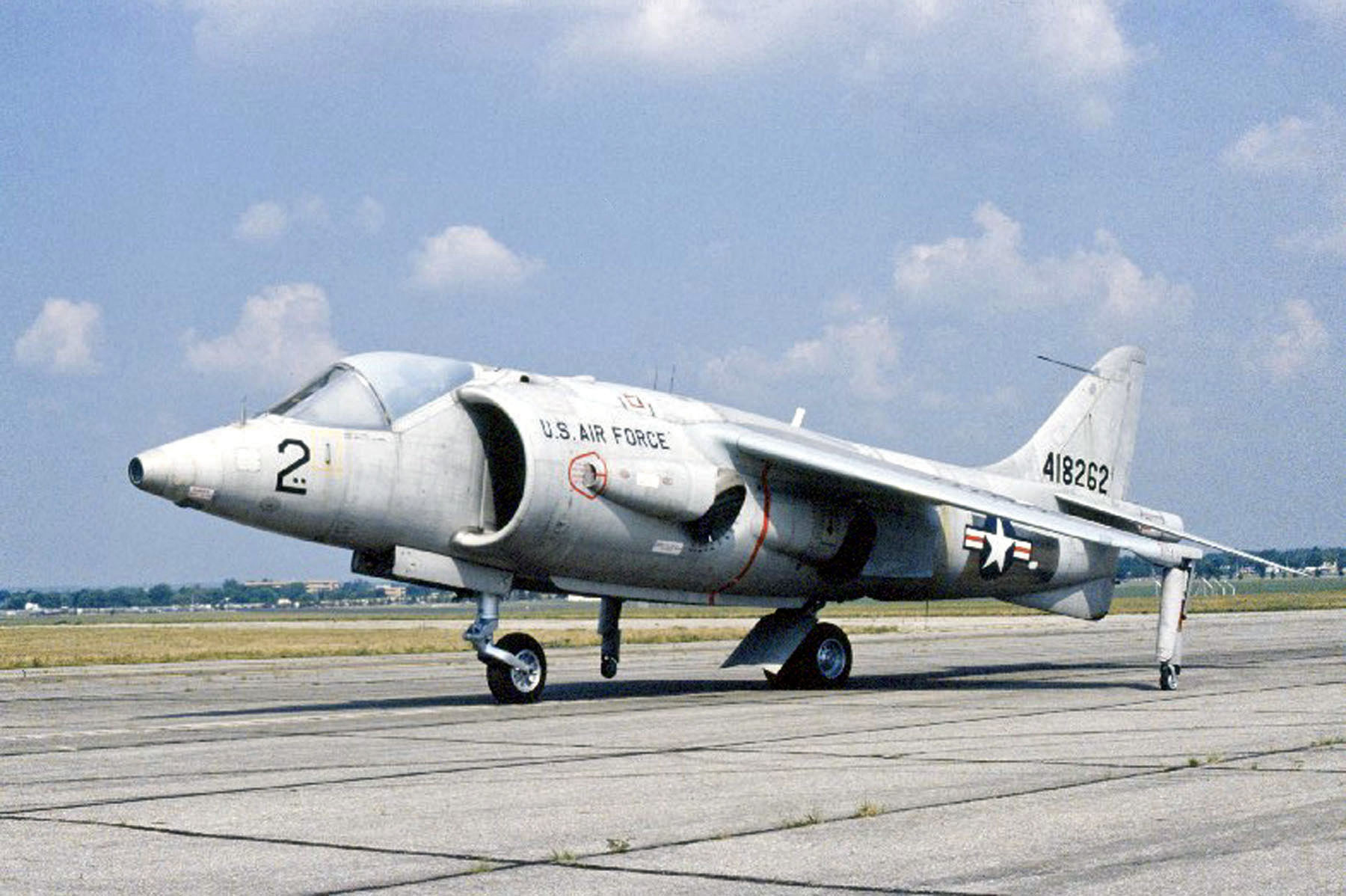
Hawker Siddeley XV-6A Kestrel v barvách USAF

V roce 1961 Spojené království, Spojené státy americké a Západní Německo společně souhlasily s pořízením 9 vývojových letounů odvozených od P.1127, které sloužily k dalšímu hodnocení výkonu a potenciálu V/STOL letounů. Tyto letouny postavila společnost Hawker Siddeley a byly označeny názvem Kestrel FGA.1. Kestrel byl pouze vývojový letoun a motor Pegasus 5 dosahoval tahu jen 67 kN místo plánovaných 81 kN. Zkušební jednotka (Tripartite Evaluation Squadron) měla 10 pilotů – po 4 ze Spojených států a Spojeného království a zbývající 2 z Německa. Kestrel poprvé vzlétnul 7. března 1964. Bylo provedeno celkem 960 zkušebních letů včetně 1 366 startů a přistání. Zkoušky byly ukončeny v listopadu 1965.

### Výroba
Ve stejné době, kdy byl vyvíjen letoun P.1127, společnost pracovala i na nadzvukové verzi P.1154. Tento projekt, i když v závěrečné fázi, byl však v roce 1965 zrušen. Po zrušení tohoto projektu RAF začalo uvažovat o jednoduché úpravě letounů Kestrel a vydalo požadavky ASR 384 na V/STOL útočný letoun. Společnost Hawker Siddeley obdržela v roce 1965 objednávku na 6 předvýrobních letounů s označením P.1127 (RAF). První z nich poprvé vzlétl 31. srpna 1966. I když si byly všechny tři typy letounů vedoucích k Harrieru (P.1127, Kestrel a P.1127 (RAF)) vzhledově velice podobné, jednalo se ve skutečnosti o rozdílné letouny. Zatímco Kestrel se konstrukčně lišil od původního P.1127 asi z 50 %, P.1127 (RAF) musel být proti Kestrelu překonstruován z více než 90 %.
Pro úspěch letounu P.1127 (RAF) byl klíčový motor Pegasus 6 (Mk.101) s tahem 85 kN, na rozdíl od motoru Peagasus 5 letounů Kestrel s tahem 80 kN. Pro zlepšení nasávání vzduchu při nízkých rychlostech bylo kolem vstupních otvorů vzduchu umístěno 6 nasávacích dvířek. Jejich počet byl později zvýšen na 8. Také křídlo bylo překonstruováno, takže vnější balanční kolečka se již nenacházela na samém konci křídla. Pitotova trubice byla přemístěna ze svislé ocasní plochy na nos letounu. Vystřelovací sedadla Martin Baker Mk.6HA byla vyměněna za sedadla Mk.9 s charakteristikou „nula-nula“. Další změny se týkaly dosazení elektronických systémů, které byly původně vyvinuty pro letoun P.1154.
Poslední letoun s číslem XV281 poprvé vzlétl v červenci 1967. Zkoušky byly natolik úspěšné, že již za několik měsíců byla vystavena objednávka na sériové letouny Harrier. Jeden z letounů P.1127 (RAF) se 10. dubna 1973 zřítil poblíž Dunsfoldu.
Objednávka na 60 sériových letounů označených Harrier GR.1 byla vystavena na počátku roku 1967, po pádu jednoho z letounů (XV743) byla zvýšena na 61 letounů. Harrier GR.1 vykonal svůj první let 28. prosince 1967. Letouny byly stavěny na dvou výrobních linkách, jedna v Kingstonu jihozápadně od Londýna a druhá na Dunsfold Aerodrome v Surrey. Počáteční zkoušky byly prováděny v Dunsfoldu.
Když letouny GR.1 vstupovaly v roce 1970 do služby, nebyl k dispozici žádný dvoumístný stroj pro výcvik pilotů. Noví piloti museli projít důkladnou teoretickou přípravou a pak létali s Harrierem sami s instruktorem, který předával pokyny radiostanicí ze země nebo z doprovodného letounu Hunter. RAF si však uvědomovalo, že nákup dvoumístné verze je nutný. RAF však nechtělo jen dvoumístný cvičný stroj, ale plně bojeschopné letadlo, které bude v případě potřeby působit společně s letouny GR.1. Požadavek na letoun Harrier T.2 byl vydán v roce 1967. První letoun Harrier T.2 poprvé vzlétl 24. dubna 1969.
Další cvičnou verzí byl Harrier T.2A, který používal silnější motor Pegasus 10 (Mk.102). S příchodem motoru Pegasus 11 (Mk.103) se začalo uvažovat o dvoumístné verzi ekvivalentní verzi GR.3. Nová verze T.4 dostala na nos laserový dálkoměr a vyhledávač laserem ozařovaných cílů a pasivní systém varování před zaměřením radarem na ocas letounu. Několik letounů T.4 bylo přestavěno na verzi T.4A. Tato verze měla kvůli snížení hmotnosti demontovány laserové přístroje na přídi a pasivní varovací systém na ocase letounu. Malý počet letounů byl dále přestavěn na verzi T.4N a T.8, která nesla námořní vybavení a sloužila pro výcvik námořních pilotů letounů Sea Harrier.
Zkušenosti s provozem Harrierů GR.1 a vyvinutí nového silnějšího motoru Pegasus 11 (Mk.103) vedlo k vývoji nové verze s názvem Harrier GR.3. Tato verze byla vzhledově charakteristická dlouhým „nosem“, ve kterém bylo umístěno nové elektronické zařízení. Bylo vyrobeno 40 nových letounů, přičemž první z nich poprvé vzlétl 9. ledna 1976. Na nový standard bylo přestavěno i více než 60 letounů GR.1/GR.1A.
O Harriery projevila zájem námořní pěchota Spojených států, která v nich viděla letoun schopný podpory jejich obojživelných operací. Bylo to trochu překvapivé, protože USMC se neúčastnila testování letounů Kestrel. Koncem 60. let 20. století začala britská a americká vláda jednat o výrobě Harrierů ve Spojených státech. Společnosti Hawker Siddeley a McDonnell Douglas uzavřely v roce 1969 partnerství, aby připravily americkou výrobu. Avšak kongresman Mendel Rivers a rozpočtový výbor sněmovny usoudili, že bude levnější vyrábět letouny AV-8A na již existujících výrobních linkách ve Spojeném království, a proto byly všechny letouny AV-8A Harrier nakoupeny u společnosti Hawker Siddeley. Námořní pěchota Spojených států amerických (USMC) obdržela 102 letounů AV-8A a 8 letounů TAV-8A mezi lety 1971 a 1976.
Na počátku roku 1970 se společnost Hawker Siddeley rozhodla podpořit prodej Harrierů do zahraničí postavením předváděcího letounu s civilní registrací G-VTOL. Stavbu letounu financovala ze svých zdrojů. Jednalo se o nevojenský dvojmístný letoun odvozený od cvičného stroje Harrier T.2 s motorem Pegasus Mk.102 a později Peagasus Mk.103. Letoun nesl firemní označení Harrier T.Mk.52. Letoun měl většinu hlavních systémů shodných s vojenskými verzemi. Jako letoun s civilní registrací však musel nést i některé přístroje, které jsou typické pro civilní letouny. Letoun poprvé vzlétl 16. prosince 1971. Jeho první cesta vedla v roce 1972 na Střední východ, kde byl předváděn v Íránu, Kuvajtu a Abú Dhabí, kde měl letoun v poušti nehodu. Írán si letouny chtěl objednat, ale krátce nato došlo k pádu šáha a z obchodu sešlo.
Poškozený letoun se vrátil do Dunsfoldu, kde byl opraven. Jeho další cesta vedla v tomtéž roce do Indie, kde byl v extrémních tropických podmínkách předváděn indickému námořnictvu. Obchod byl úspěšný, Indie si objednala letouny Sea Harrier. V následujících letech byl letoun předveden například v Brazílii a Itálii. Byl předveden i švýcarským a čínským letcům. Všude vzbuzoval značný zájem, ale obchody se nedařily, nebo byly zmařeny dalšími okolnostmi. Mimo předvádění byl letoun používán k vývoji (zkoušení taktiky „VIFF“ a „odrazového můstku“) a ke cvičným účelům (výcvik indických pilotů).
Po válce na Falklandách zkoušela na letounu G-VTOL společnost British Aerospace tzv. „Skyhook“, což byla nová technika jak provozovat Harriery na menších lodích. Skyhook by umožnil vzlety a přistání Harrierů z menších lodí pomocí jeřábu, který by držel letoun ve vzduchu. Systém byl uveden na trh pro zahraniční zájemce, a dokonce se spekulovalo, že by Skyhook mohl být namontován na velké ponorky, ale nakonec o tento systém nebyl zájem. Letoun G-VTOL byl s konečnou platností vyřazen a uskladněn v únoru 1986. Byl zachován jako muzejní exponát.

## Popis

### Celkový přehled
Harriery byly typicky používány jako bitevní letouny pro útoky na pozemní cíle a jako průzkumné letouny (označení GR znamená: Ground attack neboli „pozemní útok“ a Reconnaissance neboli „průzkum“), ačkoliv jejich manévrovací schopnosti jim umožňovaly efektivně bojovat na krátkou vzdálenost i s jinými letouny. Harrier GR.1 byl poháněn jedním dvouproudovým motorem Pegasus 6 (Mk.101) umístěným v trupu letounu. Později vyrobené letouny byly poháněny výkonnějším motorem Pegasus 10 (Mk.102) nesly označení GR.1A. Vstup vzduchu do motoru zajišťovaly dva vstupní otvory na bocích trupu. Kolem vstupů vzduchu bylo umístěno po osmi nasávacích dvířek, aby bylo dosaženo dostatečného průtoku vzduchu i při malých rychlostech. Výstup z motoru zajišťovaly čtyři polohovatelné trysky – dvě vpředu a dvě vzadu. Na přídi, zádi a na křídlech byly umístěny 4 malé trysky pro vyvažování letounu při vertikálním letu. Podvozek letounu se skládal z příďové podvozkové nohy a za ním umístěného hlavního podvozku, který byl zatahovatelný do trupu letounu. Na každém křídle bylo umístěno balanční kolečko pro udržení rovnováhy letounu. Harrier byl vybaven čtveřicí závěsů pod křídly a trojicí závěsů pod trupem pro nesení rozličné výstroje a přídavných nádrží. Dva závěsy pod trupem byly určeny pro dva kontejnery s leteckými kanóny ADEN ráže 30 mm. Vnitřní závěsy pod křídlem mohly být osazeny přídavnými palivovými nádržemi.

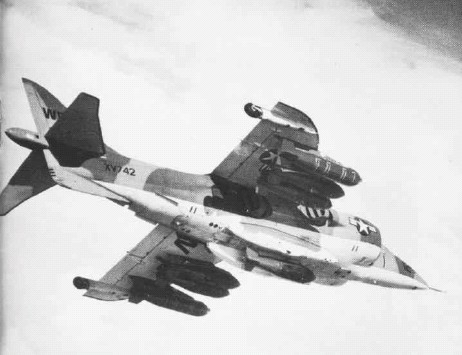
Harrier GR.1 RAF zapůjčený americké námořní pěchotě předvádí své závěsy s plným nákladem bomb

Harriery GR.1 také dostaly vylepšenou avioniku, která nahradila základní systémy letounů Kestrel. Byl nainstalován útočný navigační systém zahrnující inerciální navigační systém. Údaje pilot dostával prostřednictvím průhledového displeje (HUD) a systémem pohyblivé mapy. Letoun nesl kameru F.95, která mu dávala základní průzkumné vlastnosti. Tyto vlastnosti mohly být rozšířeny přidáním kontejneru s průzkumným vybavením na závěs pod trupem.
Společnost Hawker Siddeley však vyráběla i cvičnou dvoumístnou variantu T.2. Jelikož bylo vyloučeno umístění sedadel vedle sebe, bylo zvoleno tandemové uspořádání, přičemž druhé sedadlo bylo umístěno v prodloužené přídi letounu. Zadní sedadlo bylo oproti přednímu vyvýšeno, což umožňovalo výborný výhled i ze zadního sedadla. Překryt kokpitu měl uvnitř přepážku, která oddělovala oba kokpity, přičemž zadní kokpit měl vlastní HUD displej. Kvůli své velikosti byl překryt kokpitu rozdělen na dvě části a na rozdíl od jednomístné verze se odklápěl na pravou stranu. Překryt jednomístného kokpitu se odsouval dozadu. Aby došlo k vyvážení letounu musela být upravena záď letounu včetně ocasních ploch. Tato verze měla oproti verzi GR.1 o 635 kg vyšší hmotnost. Letoun mohl létat jen s jedním pilotem v předním kokpitu bez nutnosti upravovat vyvážení na ocasní části letounu. Oba kokpity měly zdvojené řízení i letové přístroje vyjma pohyblivé mapy. Letoun byl poháněn stejným motorem Pegasus 6 jako verze GR.1.
Vývozní verze letounu používaná USMC nesla označení AV-8A Harrier a byla velice podobná britské verzi Harrier GR.1. Změny spočívaly hlavně v odstranění všech komponentů s obsahem hořčíku, které v mořském prostředí rychle korodovaly, použití americké radiostanice a systém IFF (identifikace přítel-nepřítel). Navíc byly vnější závěsy, na rozdíl od většiny letounů RAF, uzpůsobeny pro vypouštění teplem naváděných střel vzduch-vzduch AIM-9 Sidewinder pro sebeobranu letounu. Většina letounů AV-8A byla dodána s výkonnějším motorem Pegasus 11 (Mk.103), který byl použit na verzi GR.3 a jen malá část letounů měla motory Pegasus 10 (Mk.102) používaných na verzi GR.1A. Američané a Španělé cvičili na dvojmístných strojích TAV-8A a TAV-8S, které byly velice podobné verzi T.4.
Všechny letouny RAF GR.1 a první letouny AV-8A byly osazeny inerciálním navigačním a útočným vybavením Ferranti FE541, ale u Harrierů USMC bylo posléze nahrazeno jednodušším počítačem pro řízení palby pro rychlejší ovládání. Vystřelovací sedadla Martin-Baker byla u amerických strojů nahrazena sedadly Stencel SEU-3A. RAF po čase vylepšilo své letouny GR.1 na verzi GR.3, která měla vylepšené senzory, na nos letounu namontovaný laserový dálkoměr a zaměřovač, systémy pro elektronické rušení (ECM) a vylepšený motor Pegasus Mk 103. Na ocasní část byl dosazen pasivní systém varování před zaměření radarem. Získané informace byly zpracovávány balistickým počítačem a zobrazovány na průhledovém displeji. To vedlo k podstatnému zvýšení přesnosti zásahů pozemních cílů. Pasivní systém varování pak akusticky varoval pilota před zaměřením nepřátelským radarem. Letouny posléze dostaly i zařízení pro vypouštění klamných cílů a světlic.
Během vývoje druhé generace letounů pod označením AV-8B bylo zjištěno, že stávající letouny by šly lehce upravit na podstatně vylepšený letoun. Proto USMC vylepšila své letouny AV-8A na verzi AV-8C. Tyto letouny měly nainstalované elektronické rušičky (EMC), přidaný nový inerciální navigační systém, vylepšené hydraulické systémy, vystřelovací sedadla, vylepšené senzory a další změny. To vše za cenu jen velmi malého zvýšení hmotnosti. V té době byly vyměněny nebo obnoveny i některé části draku letounu pro prodloužení životnosti letounu. První letoun AV-8C poprvé vzlétl 5. května 1979. Španělské Harriery značené AV-8S nebo VA.1 Matador (jednomístné) a TAV-8S nebo VAE.1 (dvojmístné) byly téměř identické s Harriery USMC a lišily se hlavně použitými radiostanicemi.
VTOL schopnosti Harrierů dovolovaly jejich působení z velmi malých volných prostorů nebo heliportů, stejně tak jako z klasických letišť. V té době se předpokládalo, že při rozsáhlém konfliktu budou letecké základny velice zranitelné, a že budou brzy vyřazeny z provozu. Schopnost rozptýlit Harriery na desítky malých vzletových ploch na frontové linii byla vysoce ceněna vojenskými stratégy a právě proto si je pořídila i námořní pěchota Spojených států. Hawker Siddeley připomínal, že operace STOL (start na krátké dráze) má oproti operacím VTOL (svislý start) další výhody. Šetří palivo a letoun může startovat s větší užitečnou zátěží.
Harriery, které sloužily po desetiletí v různých úlohách, byly i terčem kritiky z několika důvodů. Zejména to bylo kvůli vysoké nehodovosti, na druhou stranu jiné zdroje potvrzují, že některé klasické jednomotorové bitevní letouny jako například Douglas A-4 Skyhawk nebo LTV A-7 Corsair II měli nehodovost ještě větší. Los Angeles Times přinesl v roce 2003 zprávu, že Harrier „...nashromáždil největší množství závažných nehod než jakékoliv jiné vojenské letadlo, které je v současné době ve službě. 45 mariňáků zahynulo při 148 nebojových nehodách.“ Plukovník USMC Lee Buland prohlásil, že údržba Harrierů je skutečná „výzva“. Před většinou prací na motoru, včetně výměny motoru, bylo nutné demontovat křídla. Údržba letounu si vyžádala více hodin práce mechaniků než u většiny dalších letounů. Buland však poznamenal, že potíže s údržbou byly nezbytné, když USMC chtěla provozovat V/STOL letoun.

### Motor

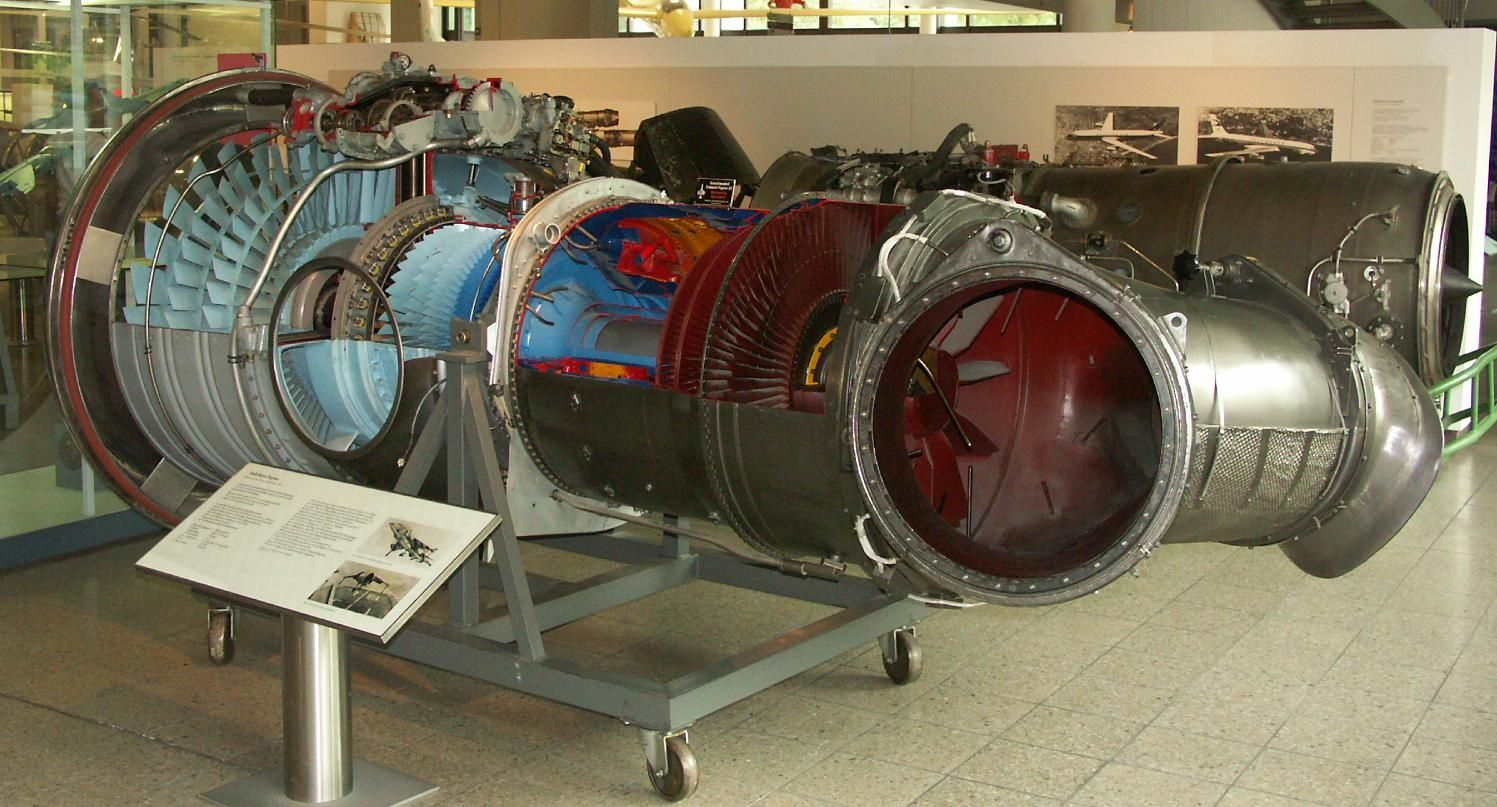
Vystavený motor Rolls-Royce Pegasus s řezem důležitých částí, které poskytují náhled do vnitřku motoru.

Dvouproudový motor Pegasus byl vyvíjen společně s letounem P.1127 a později s Harrierem. Byl navržen speciálně pro V/STOL letouny. Motor byl vyvinut i předchozího konvenčního dvouproudového motoru Orpheus. Hlavní rozdíl byl ve čtveřici otočných trysek. Motor byl vybaven vstřikováním vody pro zvýšení výkonu při startu v horkých klimatických podmínkách nebo ve velkých nadmořských výškách. Během běžných V/STOL operací systém umožňoval svislé přistání s plným nákladem zbraní. Vstřikování vody bylo nezbytné pro dosažení maximálního tahu, i když jen po omezenou dobu. Typické bylo jeho použití při vysokých okolních teplotách.
Při vývoji motoru byl hlavní důraz kladen na co možná největší výkon motoru při minimální hmotnosti. Po vstupu Harrierů do služby byla pozornost naopak zaměřena na zvýšení spolehlivosti a prodloužení životnosti motoru.

### Ovládání

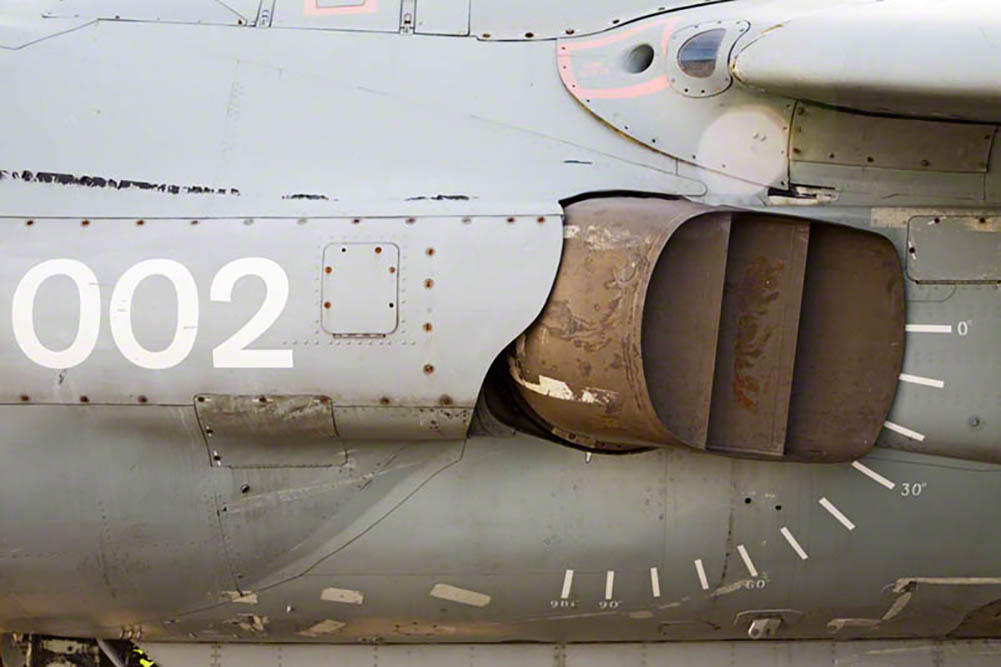
Polohovatelná tryska letounu Sea Harrier

Umístění čtveřice trysek na letounu

Harrier byl piloty popisován jako „neodpouštějící“. Letouny byly schopné jak letu vpřed (kdy se choval jako běžné letadlo s pevnými křídly při letu vyšší rychlostí než je jeho pádová rychlost), tak i VTOL a STOL manévrů (kdy byly tradiční plochy pro vytváření vztlaku a řídicí plochy k ničemu), což vyžadovalo dovednosti a technické znalosti spojené spíš s ovládáním vrtulníků. Většinou byly nutné zkušenosti s pilotováním obou typů letadel. Uchazeči na místa pilotů se často rekrutovali z řad vysoce zkušených a kvalifikovaných pilotů vrtulníků.
Vedle běžných ovládačů letounu v kokpitu měl Harrier i přidanou páku pro ovládání natáčení čtveřice pohyblivých trysek. Skutečnost, že vertikální pohyb letounu ovládal pilot jen jedinou přidanou pákou považovali vyšší důstojníci RAF za významný úspěch při vývoji letounu. Pro vodorovný let mířily trysky dozadu přičemž ovládací páka byla v poloze dopředu. Pro svislý vzlet nebo vzlet na krátké dráze byly trysky natočeny směrem dolů posunutím páky směrem dozadu.
Harrier měly dvě zařízení pro řízení letu, které nenajdeme na klasických letounech s pevnými křídly. Prvním byly otočné trysky pro vektorování (změnu směru) tahu motoru a druhým byl reaktivní ovládací systém. Otočné trysky měl letoun čtyři, dvě vpředu a dvě vzadu na bocích trupu a mohly se pohybovat mezi úhlem 0° (vodorovný let, mířily přímo dozadu) a 98° (mířily dolů a mírně dopředu). Pro VTOL manévry mířily přímo dolů pod úhlem 90° od osy letounu. Reaktivní ovládací systém umožňoval řídit letoun při malých rychlostech pomocí řídicí páky podobně jako vrtulník. Zatímco během klasického letu vpřed bylo toto ovládání nepotřebné, během VTOL a STOL manévrů bylo nezbytné. Reaktivní ovládací systém se skládal z několika malých trysek, které byly umístěny na klíčových místech letounu, tedy na nose, zádi a špičkách křídel letounu. Byly poháněny stlačeným vzduchem z motoru letounu a umožňovaly pilotovi ovládat a upravovat náklon letounu a jemně manévrovat s letounem během svislého letu.
Směr větru byl důležitým faktorem během VTOL manévrů. Postup pro svislý vzlet zahrnoval otočení letounu proti větru, natočení trysek směrem dolů o 90° a zvyšování tahu motoru na maximum až do bodu, kdy se letoun odlepí od země. Po dosažení požadované výšky byl tah motoru upraven do stavu, kdy se letoun nehybně vznášel. Vzlet na krátké dráze zahrnoval zahájení vzletu jako u běžného vzletu z letiště, rychlost letounu však ještě nedosáhla rychlosti potřebné pro klasický vzlet, proto byly následně trysky natočeny směrem dolů (ale méně než 90° – tedy šikmo dozadu). Obvykle byly takto trysky natočeny při dosažení rychlosti 120 km/h (65 uzlů). Pro vzletu při ještě nižší dopředné rychlosti musely být trysky natočeny ještě víc směrem dolů.
Manipulace s hlavními tryskami byla možná i při běžném letu vpřed. Této taktice se říkalo „VIFF“. (Vectoring in forward flight) a umožňovala pilotovi provádět při vzdušných soubojích s nepřátelskými letouny prudké manévry, jako bylo rychlé brzdění rychlosti letu nebo prudké zatočení. Prudké zabrzdění letu mohlo způsobit, že pronásledující letoun Harrier přeletěl a následně se stal sám cílem pro protiletecké zbraně letounů Harrier. Tato bojová taktika byla vyvinuta USMC pro Harriery na počátku 70. let 20. století.

### Další generace letounu
Fleet Air Arm britského královského námořnictva (Royal Navy) používalo podstatně upravenou variantu Harrierů s názvem British Aerospace Sea Harrier. Sea Harriery nebyly určeny pro použití proti pozemním cílům, a proto byly na rozdíl od běžných Harrierů vybaveny radarem a střelami vzduch-vzduch Sidewinder. Jejich úkolem byly obrana flotily proti nepřátelským letounům. Letouny byly později vybaveny pro použití protileteckých střel s doletem za hranici viditelnosti AIM-120 AMRAAM a vyspělejším radarem Blue Vixen pro boj s letouny na větší vzdálenost a byly i vybaveny protilodními střelami Sea Eagle.
Poslední variantou Harrierů byl letoun McDonnell Douglas AV-8B Harrier II. Tato druhá generace letounů nahradila ve službě první generaci strojů, ke které se vztahuje tento článek. Spojené království se rozhodovalo mezi dvěma možnostmi náhrady Harrierů. Buď se mohlo připojit k americkými programu Harrier II nebo vyvinout vlastní letoun, který měl pracovní název „Big Wing Harrier“. To zahrnovalo letoun s podstatně větším křídlem, což umožňovalo nést více zbraní a paliva. Volba padla v roce 1982 na spolupráci se společností McDonnell Douglas na jejímž základě vznikl letoun British Aerospace Harrier II, což bylo méně riskantní než samostatný vývoj nového letounu.

## Služba

### Royal Air Force
První peruť RAF vybavená letouny Harrier GR.1 začala přezbrojovat na nové letouny na základně RAF Wittering v dubnu 1969. Brzy poté se v květnu 1969 dva letouny zúčastnily transatlantického závodu deníku Daily Mail, aby předvedly své možnosti. Letouny letěly od železniční stanice St Pancras v Londýně do centra Manhattanu s použitím tankování paliva za letu. Harrier dokončil let v čase 6 hodin a 11 minut. Dvě perutě Harrierů byly v roce 1970 zformovány na letecké základně RAF Wildenrath v Německu. Další peruť byla zformována o dva roky později. V roce 1977 byly tyto tři perutě přemístěny blíž potenciální válečné frontě na základnu RAF Gütersloh. Jedna peruť byla rozpuštěna a její letouny byly rozděleny mezi zbývající dvě. Počet letounů každé perutě tedy vzrostl z dvanácti na osmnáct.

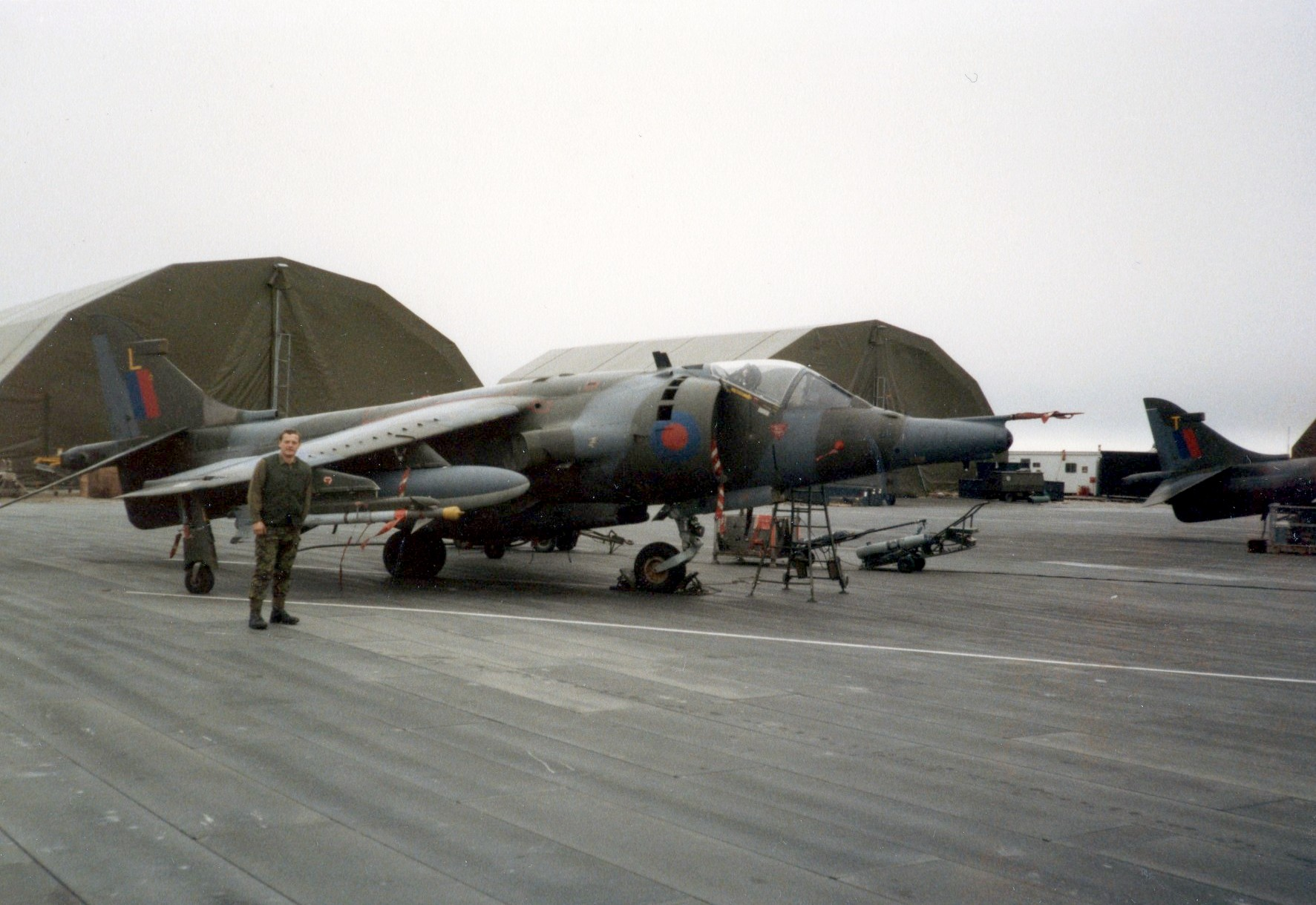
Harrier GR.3 No. 1453 na letišti Stanley v roce 1984

RAF využívalo Harriery pro blízkou leteckou podporu, průzkum a ostatní útoky na pozemní cíle. Flexibilita Harrierů vedla k jejich dlouhodobému nasazení v Západním Německu jako konvenční odstrašující útočná zbraň proti případné sovětské agresi. Letouny měly působit z malých zamaskovaných předsunutých polních základen a napadat postupující kolony nepřátelských obrněných vozidel z Východního Německa. Tyto stanoviště poblíž případné frontové linie často využívaly i místní silnice nebo dálnice. Harriery byly také umístěny na základnách v Norsku a v bývalé britské kolonii Belize. Peruť č. 1 byla součástí spojeneckých sil v severní Evropě a byla zvlášť určena pro operace v norském prostředí pro případ války. Schopnosti Harrierů byly zvlášť potřebné při působení v Belize. Bylo to jediné letadlo RAF, které bylo schopné bezpečně působit z tamní krátké rozjezdové dráhy. Britské síly byly umístěny v Belize po několik let, protože Guatemala vznášela požadavky na území Belize. Síly byly staženy v roce 1993 a dva roky poté Guatemala uznala nezávislost Belize.
Během války o Falklandské ostrovy v roce 1982 operovalo 14 Harrierů GR.3 z letadlové lodi HMS Hermes. Rozhodnutí nasadit Harriery RAF vzešlo z potřeby podpořit relativně malý počet letounů Sea Harrier. Jelikož Harriery GR.3 RAF nebyly určeny pro námořní službu, muselo být všech 14 letounů rychle upraveno pro působení v rámci expedičního sboru. Byly aplikovány speciální tmely proti korozi a bylo nainstalováno nové námořní naváděcí zařízení, aby letouny Harrier mohly přistávat na palubách letadlových lodí stejně snadno jako letouny Sea Harrier. Nainstalovány byly i transpondéry pro navádění letounů na palubu letadlové lodi během nočních operací a zařízení pro vypouštění světlic a klamných cílů.
Pokud by byla většina Sea Harrierů ztracena, GR.3 by je nahradily při vzdušném hlídkování, ačkoliv nebyly navrženy pro boj s nepřátelskými letouny. Proto byly vnější závěsy rychle upraveny, aby mohly nést střely vzduch-vzduch Sidewinder. Ztráty Sea Harrierů však byly mnohem menší, než se očekávalo, a tak Harriery GR.3 nemusely využít svých nových schopností ve vzdušném boji. Od 10. do 24. května 1982, tedy předtím než se britské síly vylodily na Falklandách, prováděla skupina třech letounů GR.3 obranu ostrova Ascension dokud je nevystřídaly tři letouny F-4 Phantom II. Během války o Falklandské ostrovy největší nebezpečí pro Harriery představovaly střely země-vzduch a ruční zbraně. První útok provedly 3 Harriery odpoledne 20. května, když svrhly kazetové pumy na argentinské sklady paliva. Hned následujícího dne došlo k prvním ztrátám mezi letouny Harrier. Letoun XZ972 byl během průzkumného letu zasažen střelou země-vzduch. Pilot se katapultoval a byl zajat. Toho dne byl při přistání lehce poškozen i letoun XZ997. Celkem byly ztraceny 4 Harriery GR.3 a 6 Sea Harrierů a to jak palbou ze země, při nehodách a při mechanických závadách. Během konfliktu vykonaly Harriery více než 2 000 bojových letů – průměrně připadalo 6 bojových letů na jeden letoun denně.

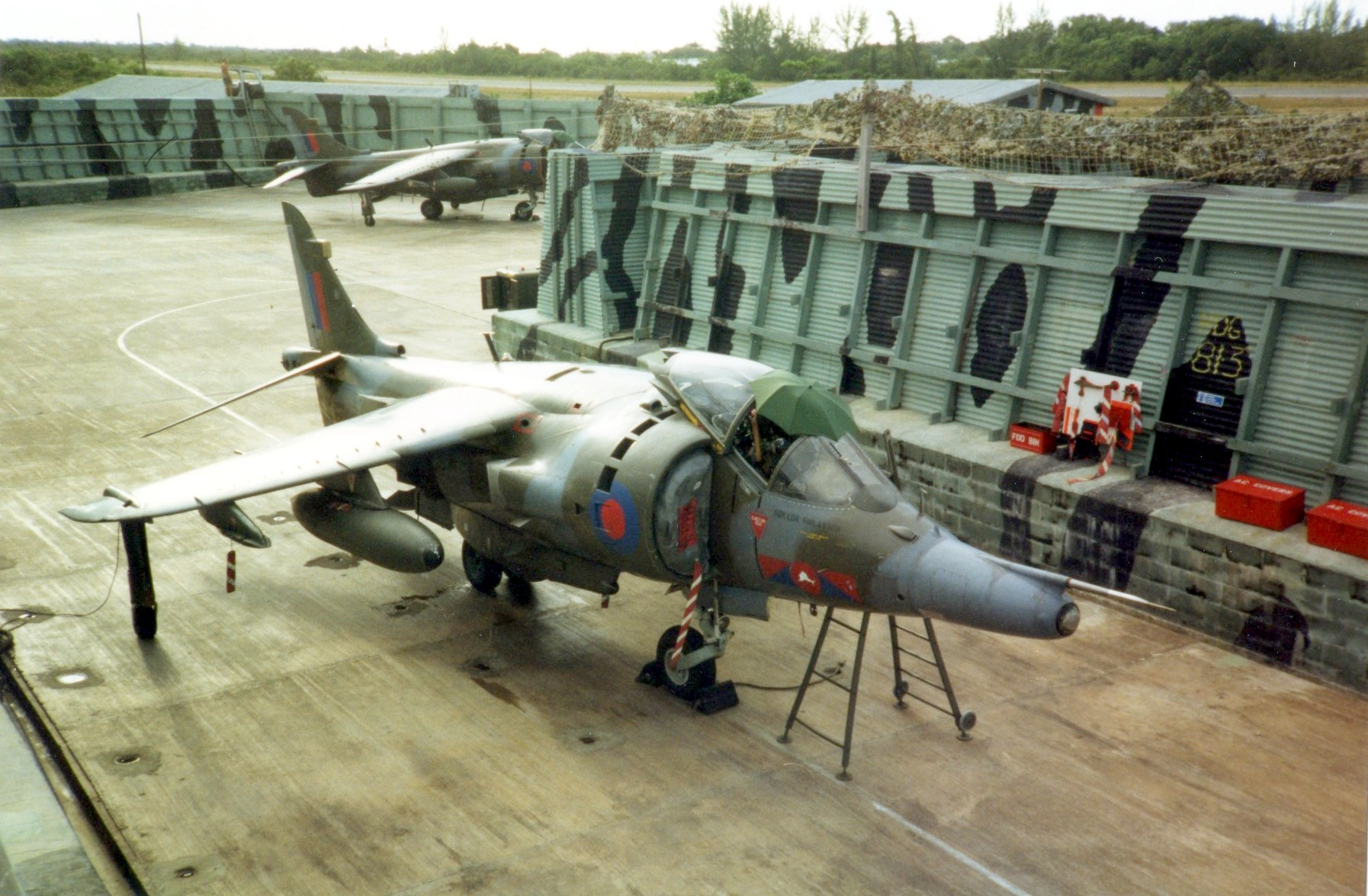
Harrier GR.3 RAF v Belize, 1990

Kvůli nedostatku prostoru na letadlových lodích byly dvě obchodní kontejnerové lodě, SS Atlantic Conveyor a SS Atlantic Causeway, dočasně vybaveny letovou palubou, aby mohly nést Harriery a vrtulníky do jižního Atlantiku. Harriery GR.3 prováděly blízkou leteckou podporu pozemních jednotek na Falklandách a útočily na argentinské pozice. Vysokou prioritu mělo umlčování nepřátelského dělostřelectva. V této válce byly použity i Sea Harriery, které měly za hlavní úkol obranu flotily a vzdušné hlídkování proti hrozbě ze strany argentinských stíhačů. Avšak jak Sea Harriery, tak i Harriery GR.3 byly hojně používány při útocích na pozemní cíle.
První generace Harrierů po Falklandské válce již nebojovala v žádném konfliktu, i když sloužily i mnoho let poté. Jako odstrašující síla proti dalšímu argentinskému útoku byla na Falklandských ostrovech umístěna letka Harrierů č. 1453 a to od srpna 1983 do června 1985. První generace letounů byla postupně nahrazena vylepšenou verzí Harrier II, která vznikla spoluprací mezi společnostmi McDonnell Douglas a British Aerospace. Poslední let Harrieru GR.3 se uskutečnil 29. června 1994.

### Námořní pěchota Spojených států

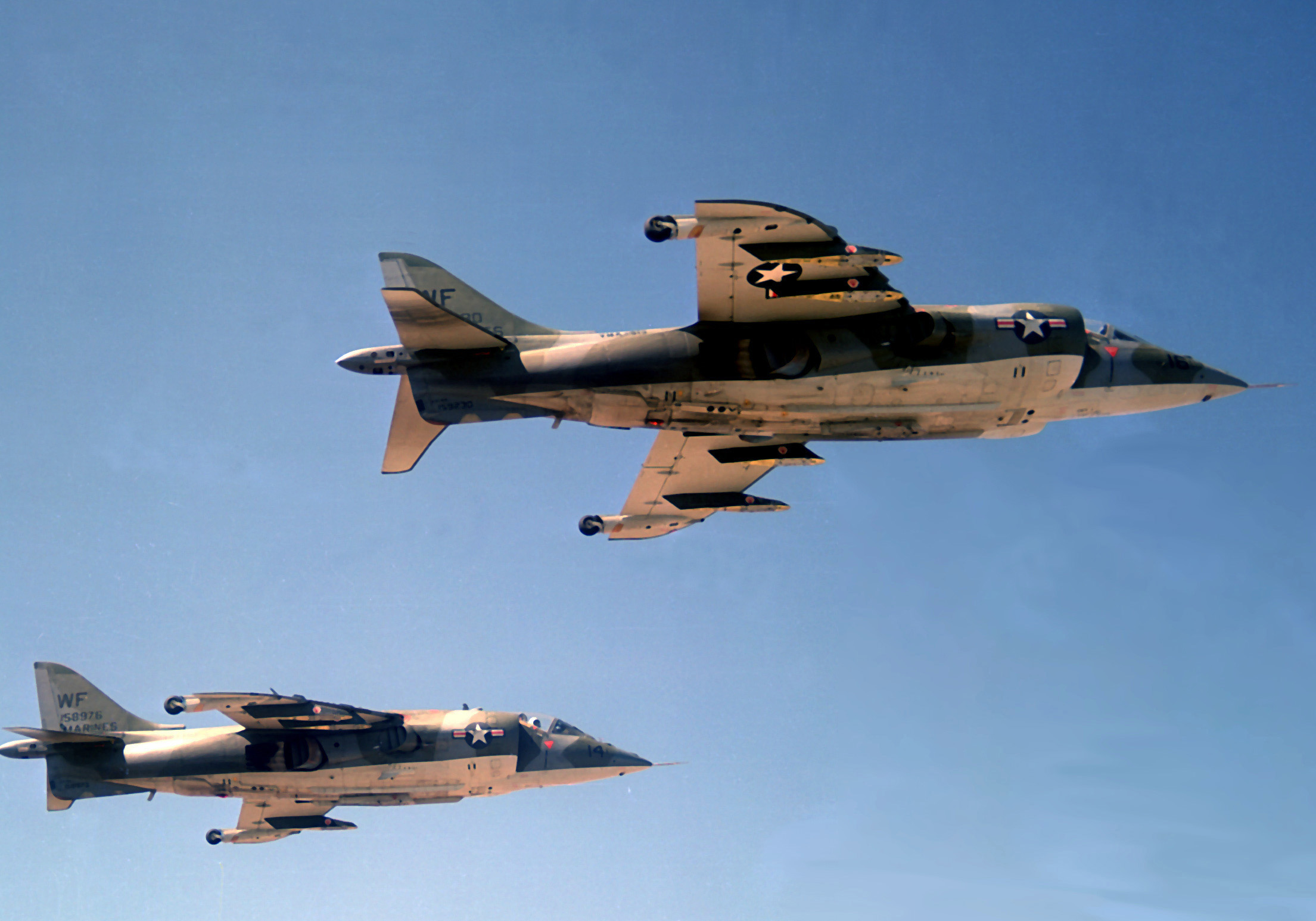
Dvojice letounů AV-8A USMC v letky VMA-513 letící ve formaci v roce 1974.

Námořní pěchota Spojených států začala projevovat vážný zájem o letouny Harrier v době, kdy RAF založilo svou první peruť. Tedy v roce 1969. To podnítilo společnost Hawker Siddeley k dalšímu vývoji letounu, aby tak podpořila jeho prodej. Ve Spojených státech byla proti nákupu velká opozice s argumentem, proč kupovat „cizí“ letouny, když mají vlastní letecký průmysl. V kongresu panovaly dále obavy ze zbytečné podpory několika podobných projektů letounu pro blízkou leteckou podporu, ale námořní pěchota byla z Harrierů nadšena a podařilo se jí překonat pokusy zablokovat nákup těchto letounů.
Letouny AV-8A vstoupily do služeb USMC v roce 1971, kdy nahradily jiné letouny v útočných letkách námořní pěchoty. Námořní pěchota měla zájem o operace Harrierů působících z plavidel. Admirál Elmo Zumwalt představil návrh lodí pod názvem „Sea Control Ship“, což byly malé letadlové lodě o výtlaku 15 000 tun vybavené vrtulníky a Harriery, které by doplňovaly velké letadlové lodě US Navy. Výsadková loď USS Guam, byla přestavěna na dočasnou „Sea Control Ship“ a takto byla provozována mezi roky 1971 a 1973 s tím, že byly studovány možnosti, ale i nedostatky takového plavidla. Od té doby je koncept „Sea Control Ship“ předmětem opakovaných revizí a studií, často v souvislosti s rozpočtovými škrty a otázkami ohledně použití tzv. superletadlových lodí, tedy velkých letadlových lodích US Navy.

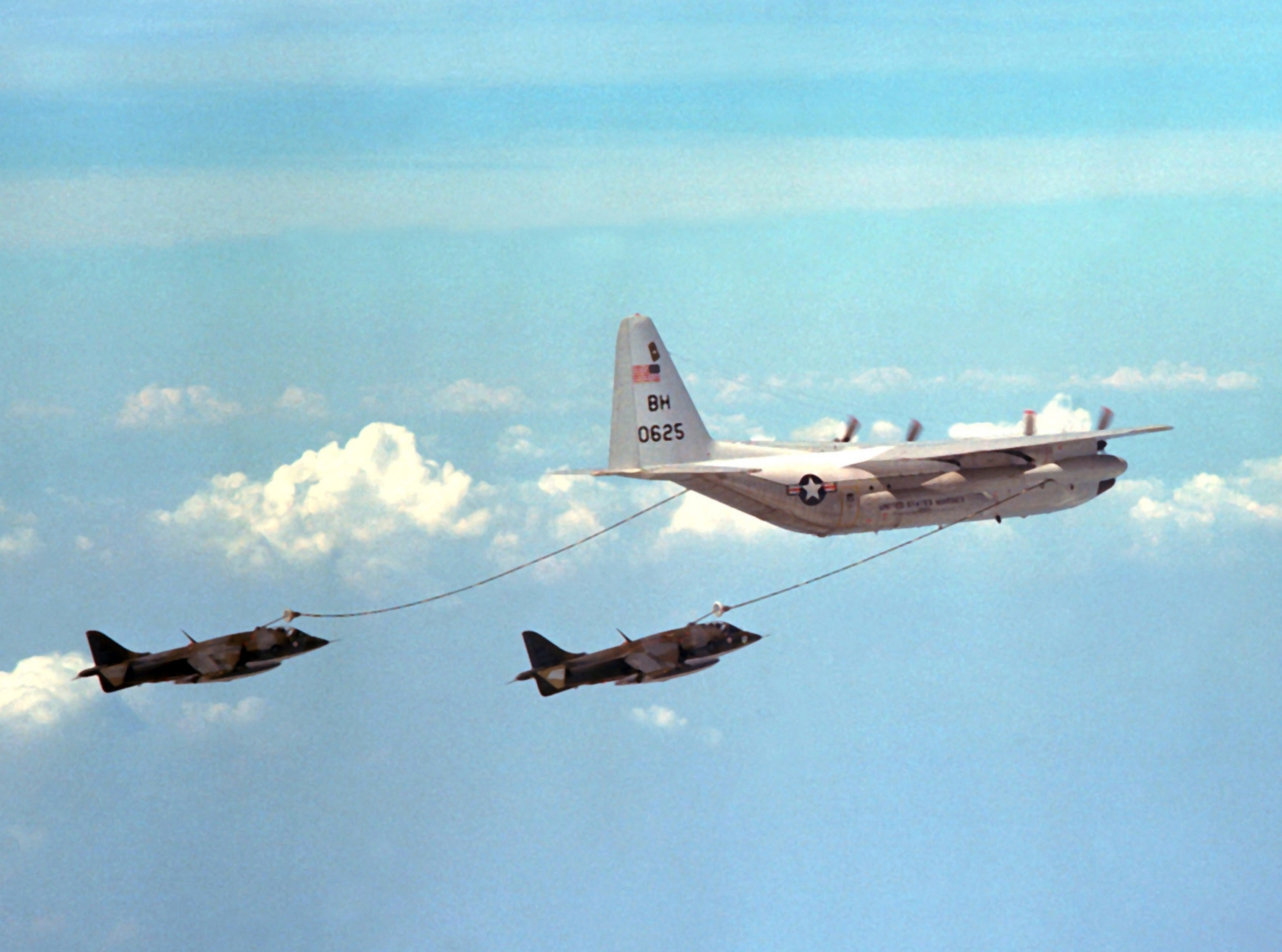
Dvojice letounů AV-8A USMC tankuje palivo z letounu Lockheed Martin KC-130

Další provedené zkoušky prokázaly vhodnost použití letounů AV-8A pro operace z různých výsadkových plavidel a letadlových lodí, včetně umístění 14 Harrierů na palubu letadlové lodi USS Franklin D. Roosevelt (CV-42) po dobu 6 měsíců v roce 1976. Testy ukázaly, mimo jiných věcí, že Harriery jsou schopné působit za povětrnostních podmínek, kdy ostatní palubní letadla již nejsou schopná bezpečné služby. USMC vyvinula a dále studovala několik metod další integrace Harrierů pro podporu námořních operací. Jedna z nich se nazývala Arapaho a zahrnovala rychlou přestavbu civilních nákladních lodí, které měly dostat letovou palubu pro provozování a údržbu několika letounů, aby se zvýšil počet použitelných lodí.
Během reaktivace bitevních lodí třídy Iowa se uvažovalo o radikální úpravě těchto lodí na hybrid bitevní a letadlové lodi. Úprava měla spočívat v odstranění zadní dělostřelecké věže a její nahrazení letovou palubou, hangárem a dvojicí odrazových můstků pro několik letounů Harrier. Nicméně USMC se domnívala, že námořní dělostřelecká podpora má mít vyšší prioritu než další základna pro Harriery a kvůli nákladům a časové náročnosti bylo nakonec od úprav upuštěno.
Koncepce námořní pěchoty v nasazení Harrierů během vyloďovací operace spočívala v agresivní rychlosti nasazení. Předsunuté základny pro Harriery a zařízení pro lehkou údržbu měly být zřízeny do 24 hodin na jakémkoliv možném bojišti. Předsunuté základny pro jeden až čtyři letouny měly být umístěny do 32 km (20 mil) od fronty a lépe vybavené stálé základny kolem 80 km (50 mil) od předpokládané fronty. Blízkost předsunutých základen u fronty umožňovalo vyšší nasazení letounů a nižší spotřebu paliva.

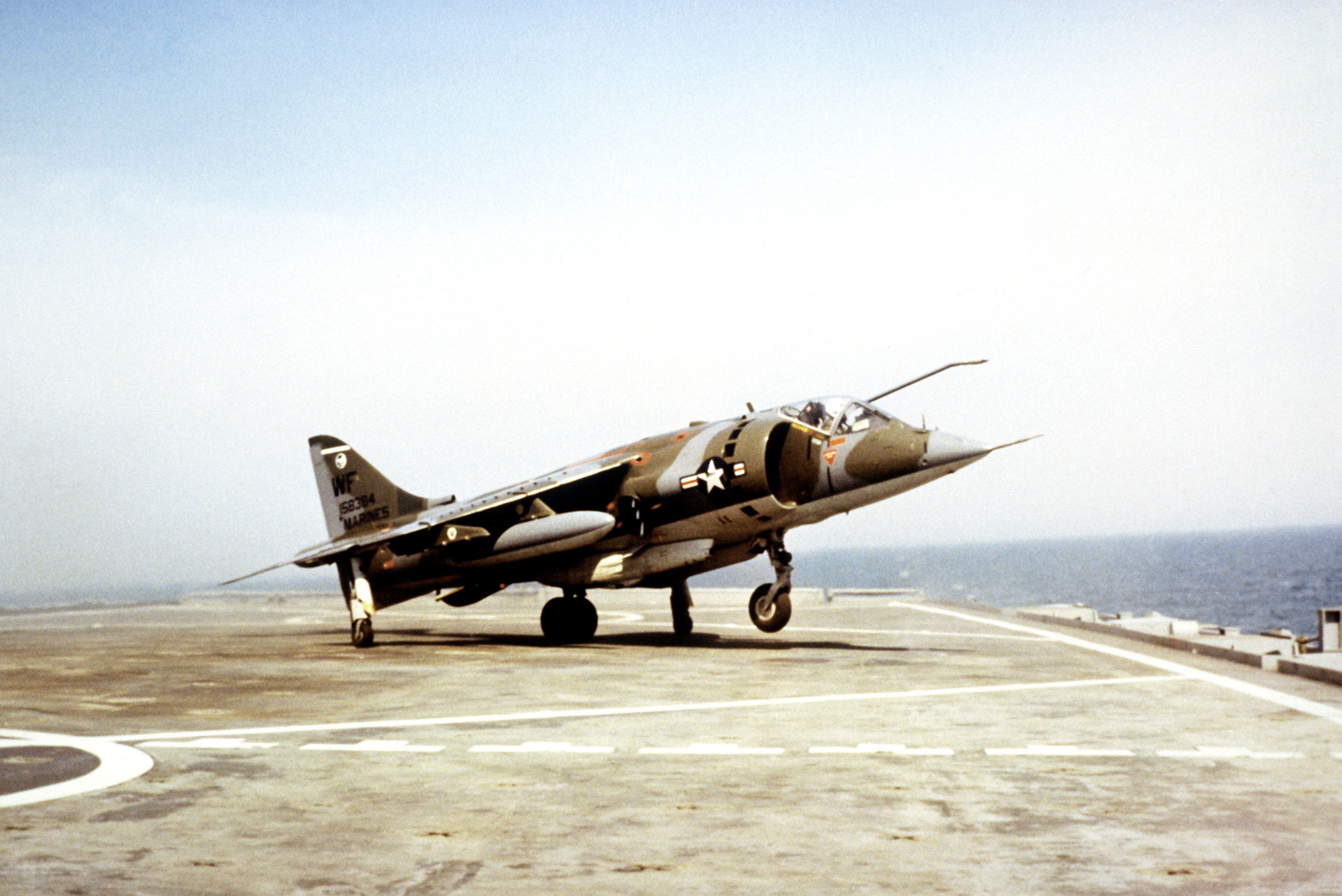
AV-8C Harrier startuje z lodi typu Amphibious Transport Dock.

Schopnosti letounů AV-8A ve vzdušných soubojích byly zkoušeny námořní pěchotou během cvičných soubojů s letouny McDonnell Douglas F-4 Phantom II. Během těchto cvičných soubojů byli piloti vycvičeni jak používat taktiku VIFF (vektorování tahu motoru během letu vpřed) k vymanévrování protivníka a prokázalo se, že Harriery jsou schopné na krátkou vzdálenost vést efektivní vzdušný boj. Úspěch provozování Harrierů narážel na pochybnosti ohledně V/STOL letounů, kvůli jejich nákladným selháním v minulosti. Důstojníci námořní pěchoty se však přesvědčili o vojenských výhodách Harrierů a podpořili jejich další rozsáhlý vývoj.
Od roku 1979 zahájila UMC přestavbu flotily svých letounů AV-8A na verzi AV-8C. Úprava se zaměřovala na prodloužení jejich životnosti a zlepšení výkonu při VTOL manévrech. Letouny AV-8C a zbývající letouny AV-8A byly vyřazeny do roku 1987. Tyto letouny byly nahrazeny letouny Harrier II, které nesly označení AV-8B. Tyto letouny byly zařazeny do služby v roce 1985. Výkony Harrierů ve službách USMC vedly k úvahám letectva Spojených států na pořízení vlastních letounů Harrier II, ale nakonec letouny nikdy neobjednalo. Letouny AV-8B mají být v budoucnu nahrazeny letouny F-35B, což je varianta letounu Lockheed Martin F-35 Lightning II – moderního V/STOL proudového letounu.

### Ostatní uživatelé

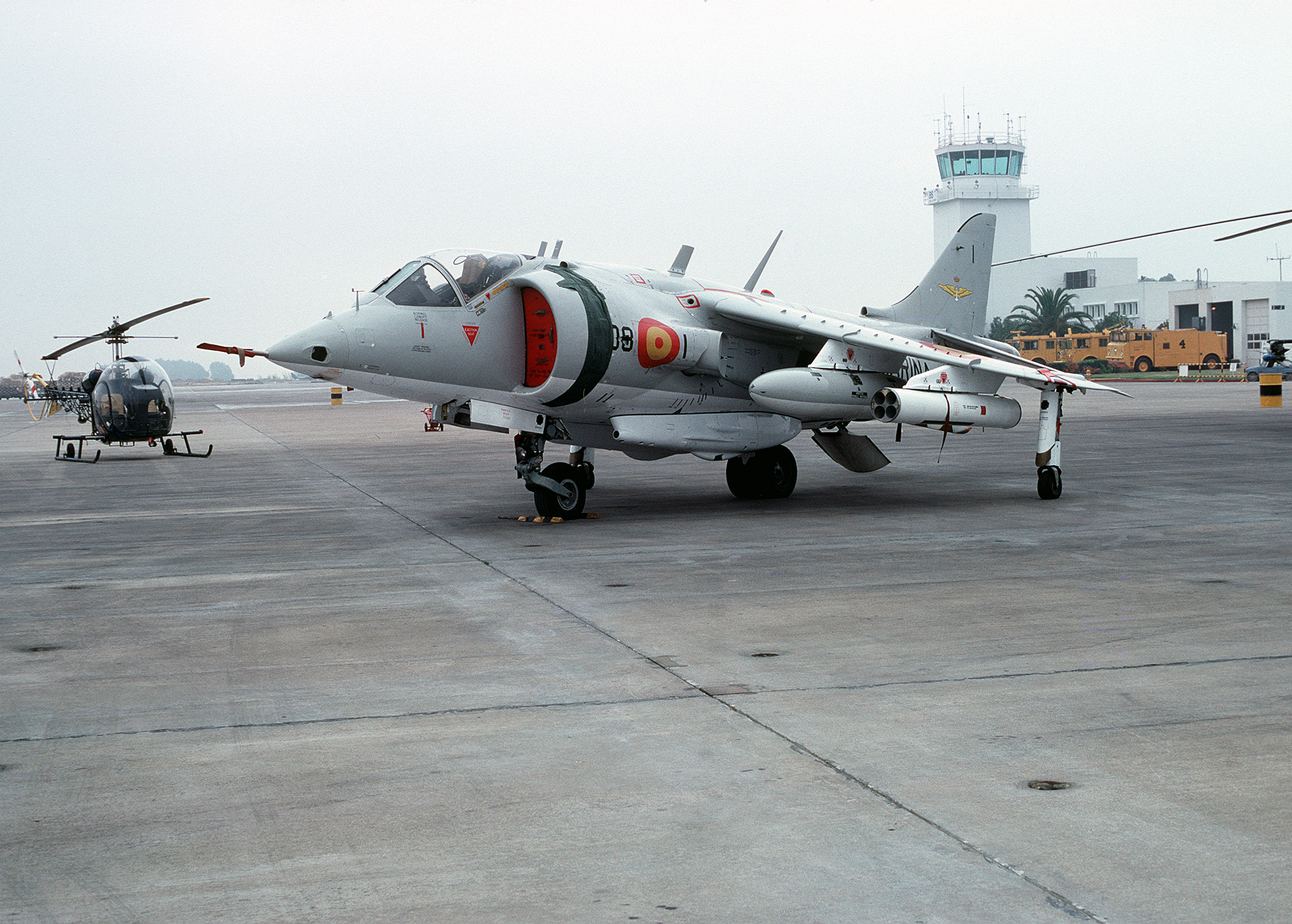
Letoun AV-8S Matador španělského námořnictva

Díky svým unikátním vlastnostem Harrier přitahoval velkou pozornost jiných států a často se neúspěšně pokoušely i o vlastní V/STOL letouny, jako byl americký Lockheed XV-4 Hummingbird a německý VFW VAK 191B. Působení letounů USMC na palubě lodi USS Nassau v roce 1981 a britských Harrierů ve Falklandské válce však prokázalo jejich vysokou bojovou hodnotu. Tyto operace prokázaly, že letadlové lodě s Harriery mohou poskytovat mocnou námořní sílu bez použití nákladných velkých mateřských letadlových lodí. Po předvedení možností Harrierů na palubách malých letadlových lodí se námořnictva Španělska a později i Thajska rozhodly pro nákup Harrierů jako svého hlavního námořního letounu s pevnými křídly.

#### Španělsko
Španělsko má dlouhé pobřeží s mnoha ostrovy, a proto se nákup Harrierů jevil jako ideální řešení jeho obrany. V roce 1967 koupilo od Spojených států letadlovou loď USS Cabot (CVL-28), která byla vyzbrojena vrtulníky a dostala jméno Dédalo (R-01). V říjnu 1972 předvedl zkušební pilot společnosti Hawker John Farley sérii působivých letů s britským Harrierem na palubě lodi Dédalo ve Středozemním moři. V roce 1973 španělská vláda objednala 2 dvojmístné letouny TAV-8S (španělské označení VAE-1 Matador) a 6 letounů AV-8S (španělské označení VA-1 Matador). Letouny byly téměř totožné s letouny pro USMC.
Nákup španělských Harrierů byl komplikován dlouhodobými politickými spory mezi britskou a španělskou vládou. I když byly letouny vyrobeny ve Spojeném království, byly Španělsku prodány přes Spojené státy. Letouny byly přepraveny lodí do Spojených států jako součást dodávky americké námořní pěchotě, kde probíhal i výcvik španělských pilotů. 10. června 1976 byl jeden AV-8S zničen při vzletu, pilot se bezpečně katapultoval. První jednotka španělského námořního letectva byla zformována na palubě letadlové lodi Dédalo na Floridě 29. září 1976. Na cestu do Španělska se loď vydala počátkem roku 1977.
Letouny zajišťovaly španělské flotile jak protivzdušnou obranu, tak i údernou sílu proti povrchovým a hladinovým cílům.Španělské letouny se od amerických lišily jen v instalovaných radiostanicích. Mohly nést střely AIM-9 Sidewinder a 2 kanóny ADEN ráže 30 mm. Také mohly nést celou škálu bomb a raket stejně jako americké stroje. V roce 1977 objednala španělská vláda dalších 5 letounů AV-8S, které byly španělskému námořnímu letectvu dodány v roce 1980. Loď Dédalo sloužila u španělského námořnictva až do roku 1989, kdy byla nahrazena lodí Princípe de Asturias (R-11), která již byla vybavena odrazovým můstkem a umožňovala efektivnější využití letounů. Během služby byly zničeny další 3 jednomístné stroje. Zbylých 7 jednomístných a 2 dvoumístné letouny prodalo Španělsko 24. října 1996 Thajsku.

#### Thajsko

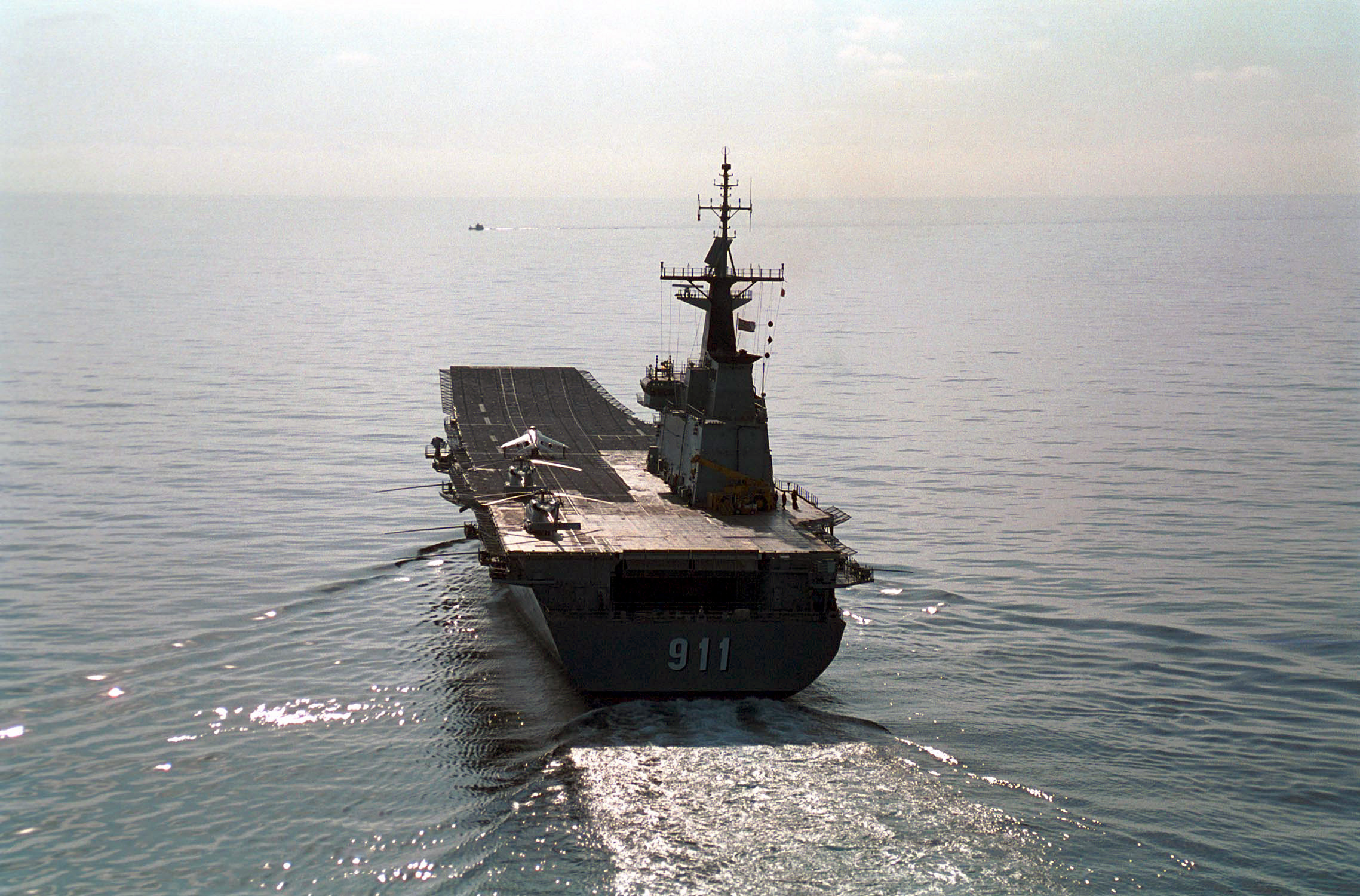
Zadní pohled na thajskou loď HTMS Chakri Naruebet s jediným Harrierem na palubě.

Španělsko prodalo sedm jednomístných a dva dvojmístné Harriery Thajsku v říjnu 1996. Thajské královské námořnictvo své letouny AV-8S Matador umístilo na nové lehké letadlové lodi HTMS Chakri Naruebet a zamýšlelo je použít při hlídkování proti plavidlům pirátů. Letadlová loď Chakri Naruebet byla postavena ve Španělsku a byla Thajsku předána v roce 1997.
Thajské námořnictvo čelilo od počátku významným logistickým problémům jak udržet Harriery v provozu. A to kvůli nedostatku finančních prostředků na náhradní díly a vybavení. To umožnilo udržet v provozu současně jen několik strojů. V roce 1999, dva roky po zavedení na palubu letadlové lodi, byl v letu schopném stavu jen jeden letoun. Kolem roku 2003 Thajsko uvažovalo o koupi bývalých letounů Sea Harrier britského královského námořnictva, které byly lépe uzpůsobené námořním operacím a byly i lépe vybaveny pro boj s nepřátelskými letouny. Letouny měly nahradit dříve koupené španělské stroje. Obchod se nakonec neuskutečnil. Poslední z první generace Harrierů byly vyřazeny v Thajsku v roce 2006.

#### Podpora dalšího prodeje
Společnost Hawker Siddeley silně podporovala další export letounů Harrier. Společnost vedla rozhovory s Austrálií, Brazílií, Švýcarskem, Indií a Japonskem. Ze všech si však pořídila letouny jen Indie, a to typ Sea Harrier. V jedné době byla i Čína velmi blízko stát se provozovatelem první generace letounů Harrier. Bylo to na počátku 70. let 20. století v době oteplení vztahů se Západem, kdy Čína projevila zájem modernizovat své letectvo. Britský premiér James Callaghan poznamenal, že tomu bylo navzdory velkému odporu ze strany Sovětského svazu. Obchod byl později zrušen ze strany Spojeného království jako součást diplomatických sankcí za čínskou invazi do Vietnamu v roce 1979.

## Varianty

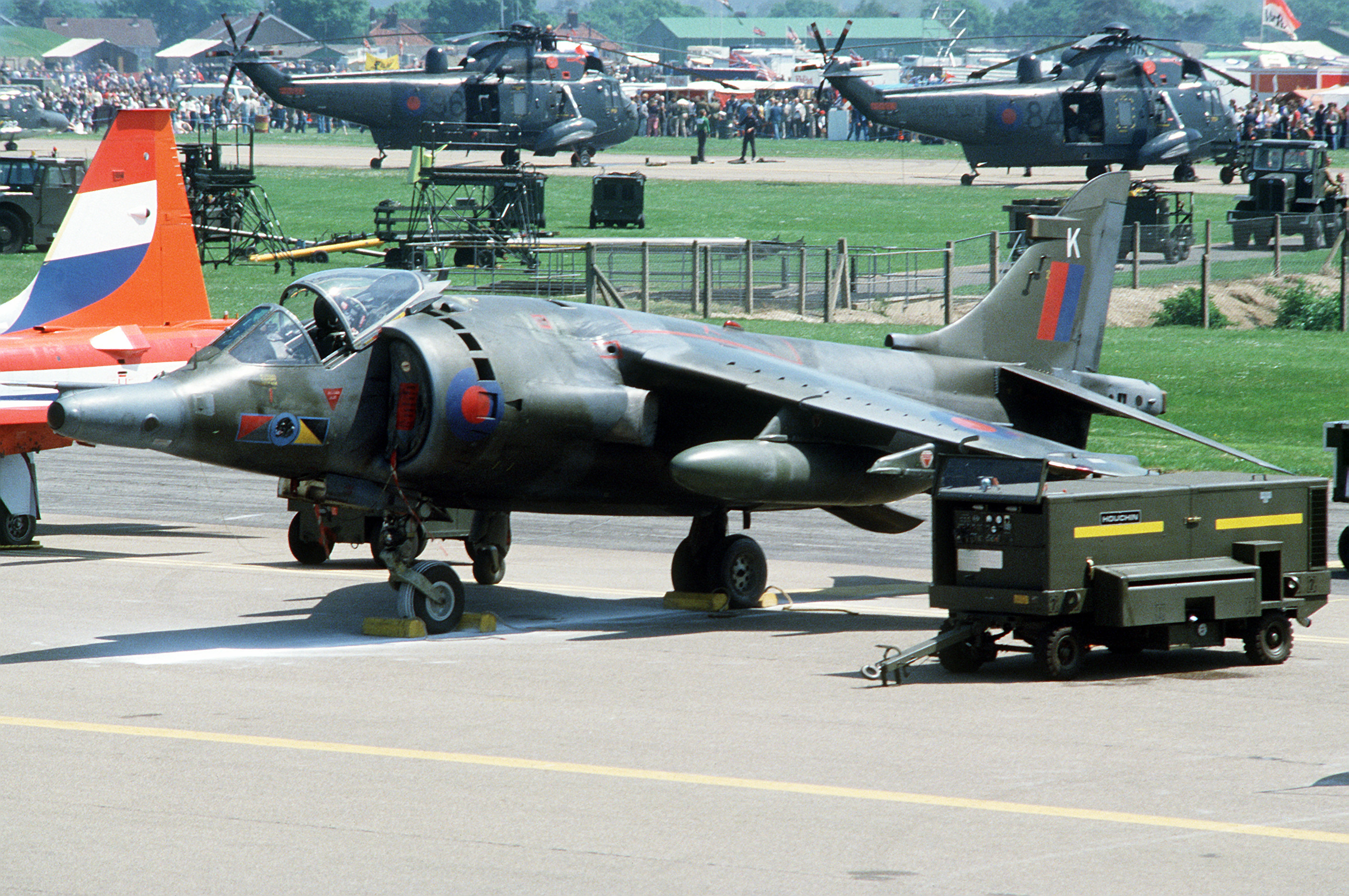
Harrier GR.3 RAF během přehlídky Air Fete '84 na základně RAF Mildenhall

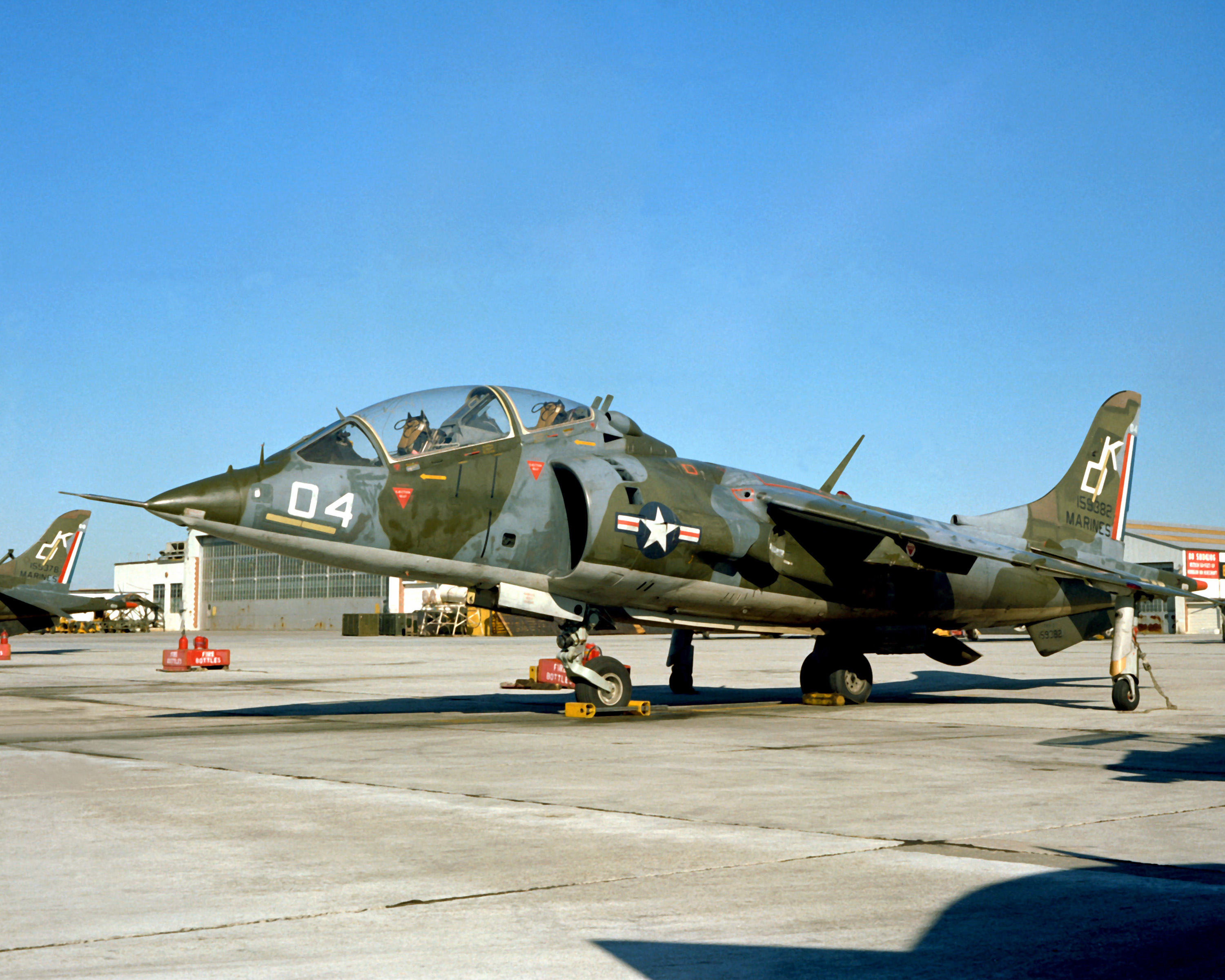
TAV-8A Harrier USMC z letky VMAT-203

P.1127 (RAF)
Předvýrobní testovací vývojová verze letounu. Postaveno 6 letounů.
Harrier GR.1
První jednomístná verze pro RAF s motorem Pegasus Mk.101 s tahem 84,7 kN. Postaveno 61 letounů.
Harrier GR.1A
Vylepšená první jednomístná verze pro RAF se silnějším motorem Pegasus Mk.102 s tahem 91,4 kN. Postaveno 17 nových letounů a dalších 54 letounů bylo rekonstruováno z verze GR.1.
Harrier GR.3
Druhá sériová verze s vylepšenými senzory a se silnějším motorem Pegasus Mk.103 s tahem 95,9 kN. Postaveno 40 nových letounů a dalších 68 přestavěno z předchozích verzí.
AV-8A Harrier
Jednomístná verze pro USMC. Vyrobeno 102 letounů.
AV-8C Harrier
Vylepšené jednomístná letouny pro USMC. Přestavěno 60 letounů z verze AV-8A.
AV-8S Matador (VA-1 Matador)
Exportní verze letounu AV-8A Harrier pro španělské námořnictvo, které jej označovalo VA-1 Matador. Postaveno 11 letounů.
Harrier T.2
Dvojmístná cvičná verze s motorem Pegasus Mk.101. Postaveno 11 letounů.
Harrier T.2A
Cvičná verze T.2 vybavená motorem Pegasus Mk.102. Postaveno 5 nových letounů a dalších 9 letounů bylo přestavěno z verze T.2.
Harrier T.4
Dvojmístná cvičná verze. Ekvivalent verze GR.3. Postaveno 12 nových letounů a dalších 14 letounů přestavěno z verze T.2A.
Harrier T.4A
Dvojmístná cvičná verze T.4 se zjednodušeným elektronickým vybavením. Přestavěno 7 letounů z verze T.4.
Harrier T.4N
Dvojmístná cvičná verze pro Royal Navy s avionikou Sea Harrieru FRS.1. Postaveny 3 nové letouny a další 2 byly přestavěny z verze T.4A.
Harrier T.8 (někdy označována i T.8N)
Dvojmístná cvičná verze pro Royal Navy s avionikou prvních letounů Sea Harrier FA.2. Přestavěno 5 letounů z verzí T.4 a T.4N.
Harrier Mk.52 (nebo T.52)
Dvojmístná verze s civilní registrací G-VTOL. Letoun sloužil jako předváděcí stroj pro potenciální zákazníky. Postaven 1 letoun.
Harrier T.60
Exportní verze T.4N pro indické námořnictvo. Postaveny 3 letouny.
TAV-8A Harrier
Dvojmístná cvičná verze pro USMC poháněná motorem Pegasus Mk 103. Postaveno 8 letounů.
TAV-8S Matador (VAE-1 Matador)
Dvojmístná cvičná verze pro španělské námořnictvo později byly letouny prodány thajskému královskému námořnictvu. Postaveny 2 letouny.

## Vystavené letouny

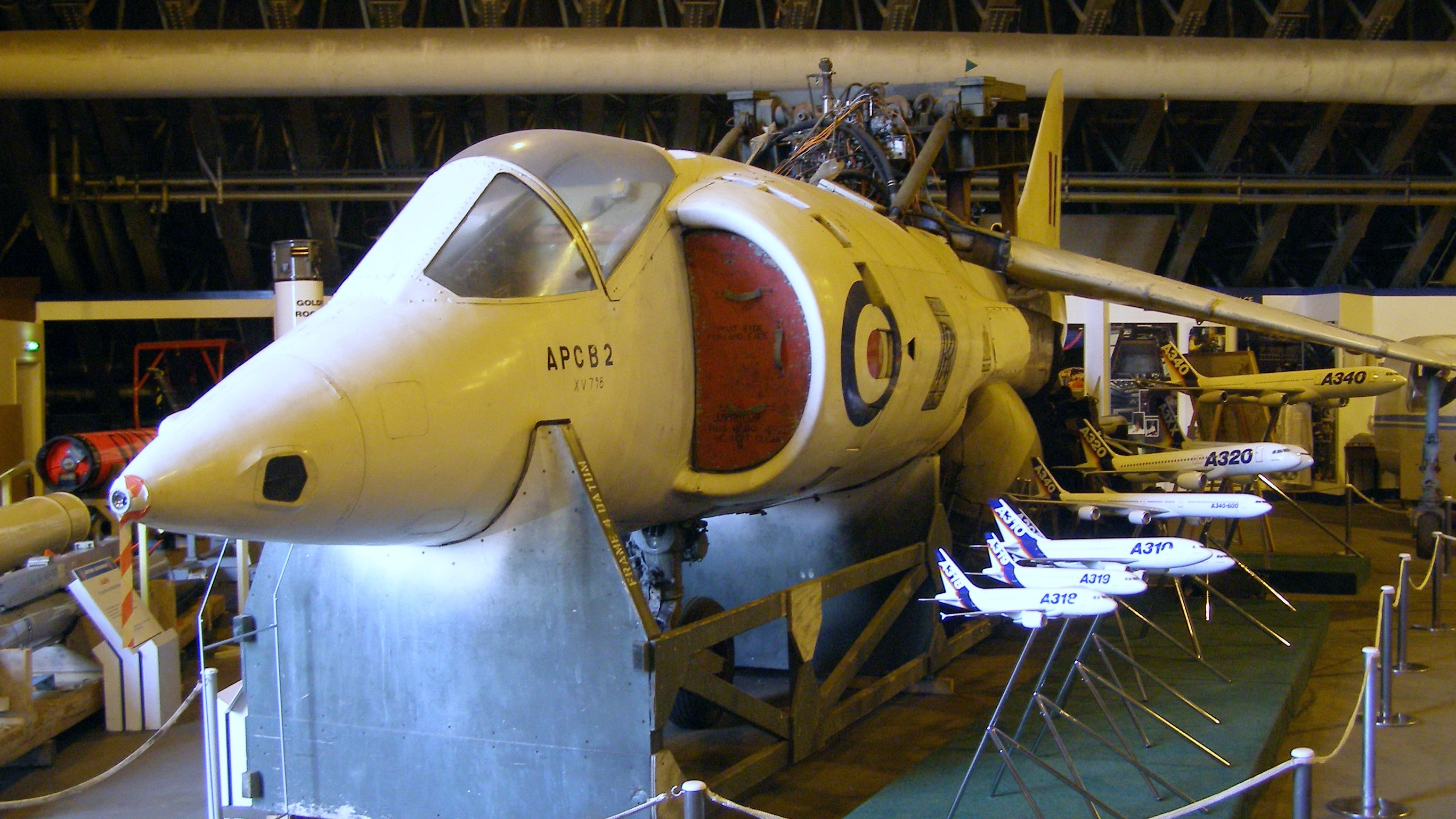
Bývalý Harrier GR.1 který havaroval v roce 1971 a byl dále používán jako testovací zařízení pro motory Rolls-Royce vystavený v Bristol Aero Collection, Kemble, Anglie

### Kanada
- AV-8A, 158966 – Canada Aviation and Space Museum, Ottawa, Ontario.[125]

### Německo
- GR.1, XV278 – Luftwaffenmuseum der Bundeswehr, Gatow.[126]
- GR.3, XZ998 – Flugausstellung Leo Junior, Hermeskeil.[127]

### Nový Zéland
- GR.3, XZ129 – Ashburton Aviation Museum, Ashburton, Nový Zéland.[128]

### Polsko
- GR.3, XW919 – Muzeum polského letectví, Krakov, Polsko.[129]

### Spojené království
- GR.1, XV277 – National Museum of Flight, East Fortune.[130]
- GR.3, XV744 – Tangmere Military Aviation Museum, Chichester, Západní Sussex.[131]
- GR.3, XV748 – Yorkshire Air Museum, Elvington.[132]
- GR.3, XV751 – Gatwick Aviation Museum, Surrey.[133]
- GR.3, XV752 – Bletchley Park, Buckinghamshire.[134]
- GR.3, XV779 – základna RAF Wittering.[135]
- GR.3, XZ133 – Imperial War Museum, Duxford.[136]
- GR.3, XZ968 – Muckleburgh Collection, Norfolk.[137]
- GR.3, XZ997 – RAF Museum, Hendon.[138]
- GR.3, ZD667 – Bentwaters Cold War Museum, Suffolk.[139]
- Mk.52 G-VTOL, ZA250 – Brooklands Museum, Surrey.[140]
- T.4, XW934 – Farnborough Air Sciences Trust, Farnborough, Hampshire.[141]

### Spojené státy
- AV-8A, 158976 – letecká základna USMC Cherry Point, Severní Karolína.[142]
- TAV-8A, 159381 – Oakland Aviation Museum, Oakland, Kalifornie.[143]
- AV-8C, 158387 – Flying Leatherneck Aviation Museum, letecká základna USMC Miramar, San Diego, Kalifornie.[144]
- AV-8C, 158975 – National Naval Aviation Museum, námořní letecká základna Pensacola, Florida.[145]
- AV-8C, 158977 – Museum of Flight, Seattle, Washington.[146]
- AV-8C, 159232 – Intrepid Sea, Air & Space Museum, New York City, New York.[147]
- AV-8C, 159241 – Pima Air & Space Museum, Tucson, Arizona.[148]

## Specifikace (Harrier GR.3)

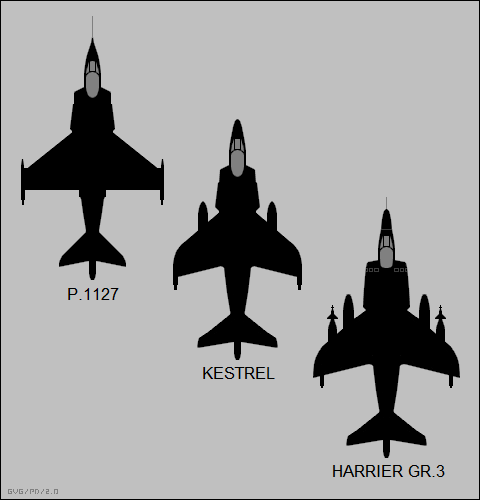
Porovnání letounů P.1127, Kestrel a Harrier GR.3

Technické údaje pocházejí z publikace „Jane's All The World's Aircraft 1988–89“.

### Technické údaje
- Posádka: 1
- Rozpětí: 7,7 m
- Délka: 14,27 m
- Výška: 3,63 m
- Nosná plocha: 18,68 m²
- Plošné zatížení: ? kg/m²
- Prázdná hmotnost: 5 580 kg
- Max. vzletová hmotnost: 11 800 kg
- Pohonná jednotka: 1× dvouproudový motor Rolls-Royce Pegasus103
- Tah pohonné jednotky: 95,6 kN

### Výkony
- Cestovní rychlost: ? km/h ve výšce ? m
- Maximální rychlost: 1 180 km/h (730 mph, 635 uzlů) na hladině moře
- Dolet: 830 km (200 námořních mil)
- Maximální přeletová vzdálenost: 3 425 km (1 850 námořních mil)
- Vytrvalost: 1 hod 30 min
- Dostup: 15 240 m (51 200 stop)
- Stoupavost: ? m/s (? m/min)
- Výstup do 40 000 stop (12 200 m): 2 min 23 s

### Výzbroj
- 2× letecký revolverový kanón ADEN ráže 30 mm v kontejnerech pod trupem
- 4× závěs pod křídly a 1× závěs pod trupem s nosností 3 630 kg pro:
  - 4× raketnice Matra, každá obsahuje 18 neřízených raket SNEB ráže 68 mm
  - kazetové pumy Hunting BL755 o hmotnosti 277 kg
  - 2× střela vzduch-vzduch AIM-9 Sidewinder (pouze některé letouny)
  - nejrůznější neřízené letecké pumy a laserem naváděné pumy
  - 1× kontejner s průzkumným vybavením
  - 2× přídavná palivová nádrž

## Uživatelé
Spojené království
- Royal Air Force

 Spojené státy americké

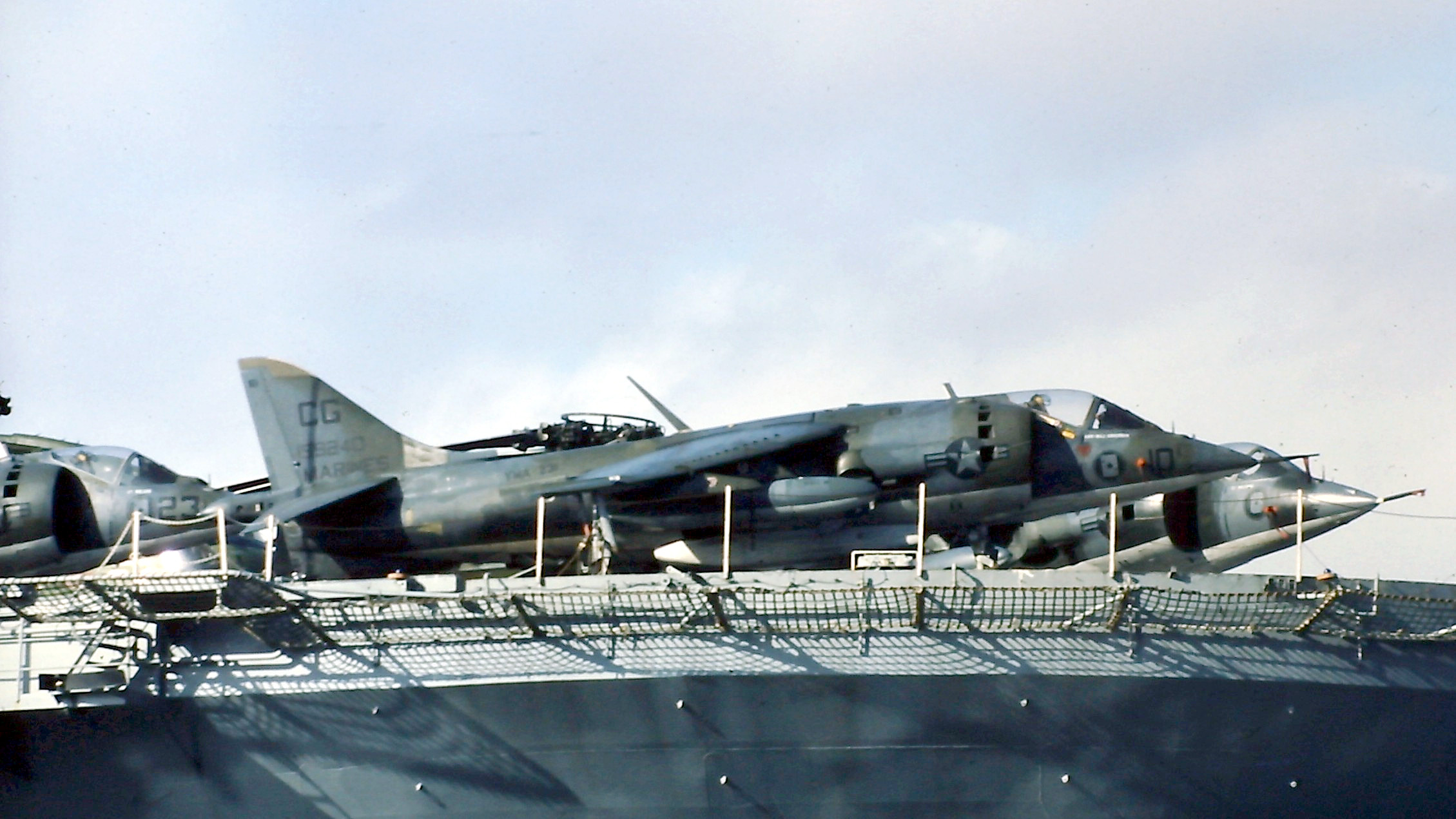
AV-8A z letky VMA-231 americké námořní pěchoty v roce 1980

- Námořní pěchota Spojených států amerických

 Španělsko
- Španělské námořnictvo

 Thajsko
- Thajské královské námořnictvo